# 31931 Сіп'єра
31931 Сіп'єра (31931 Sipiera) — астероїд головного поясу, відкритий 10 квітня 2000 року.
Тіссеранів параметр щодо Юпітера — 3,394.